# ニコラ・ドゥシェ
ニコラ・ドゥシェズ（Nicolas Douchez, 1980年4月22日 - ）は、フランス・セーヌ＝サン＝ドニ県ロニー＝スー＝ボワ出身のサッカー選手。ポジションはゴールキーパー。

## 経歴

### クラブ
ル・アーヴルACの下部組織出身で2003年にLBシャトールーに移籍。2005年より所属したトゥールーズFCではル・アーヴルの先輩であるクリストフ・ルヴォーの控えだったが、彼の退団後は元フランス代表のファビアン・バルテズが加入したが、彼を差し置いて正GKを任されるようになった。
2008年6月23日、シモン・ポプランの後釜としてスタッド・レンヌに移籍。前任者の穴を補って余りある活躍を見せ、代表にも名を連ねるようになる。
2011年6月10日、パリ・サンジェルマンFCのアントワーヌ・コンブアレ監督より正GKとして迎え入れられ移籍。しかしシーズン開幕前に故障してしまい、チームはイタリア代表のサルヴァトーレ・シリグを獲得。離脱中に彼が正GKに定着し、さらに年明けにはコンブアレ監督が解任されてイタリア人のカルロ・アンチェロッティが新監督に就任した後も状況は変わらずリーグ戦では出場ゼロに終わり、シーズンを通して控えに甘んじた。UEFAヨーロッパリーグとクープ・ドゥ・フランス、クープ・ドゥ・ラ・リーグでは出場機会が与えられたが、それぞれグループステージ敗退・ベスト8・4回戦敗退という結果に終わった。
新シーズンはシリグのコンディション不良によって開幕スタメンを勝ち取ったものの、前シーズン17位のFCロリアン相手に前半から2点を先行され、何とか追いついたものの2-2の引き分けに終わった。それ以降はシリグも調子を取り戻したため再び控えに降格している。
16-17シーズンにRCランスに移籍し、リーグ・ドゥ最優秀GKとなるが、2017年11月、DVで逮捕され、クラブからも解雇された。
2018年7月、レッドスターFC93に移籍した。

## タイトル

### クラブ
パリ・サンジェルマンFC
- リーグ・アン：4回 (2012-13, 2013-14, 2014-15, 2015-16)
- クープ・ドゥ・ラ・リーグ：3回 (2013-14, 2014-15, 2015-16)
- クープ・ドゥ・フランス：2回 (2014-15, 2015-16)
- トロフェ・デ・シャンピオン：3回 (2013, 2014, 2015)